# Akakir
Akakir (tiếng Ả Rập: عكاكير, cũng đánh vần Akakeer) là một ngôi làng ở phía tây bắc Syria, một phần hành chính của Tỉnh Hama, nằm ở phía tây nam của Hama. Các địa phương lân cận bao gồm Kafr Ram ở phía tây, Fahel ở phía nam, al-Shinyah ở phía đông nam, al-Taybah al-Gharbiyah ở phía đông, Maryamin ở phía đông bắc và Kafr Kamrah và Awj ở phía bắc. Theo Cục Thống kê Trung ương Syria (CBS), Akakir có dân số 2.495 trong cuộc điều tra dân số năm 2004. Cư dân của nó chủ yếu là Alawites.
Năm 1829, trong thời gian cuối Ottoman thời đại, Akakir là một phần của Jabal Gharbi, một khu vực tài chính nơi sinh sống của các thành viên của cộng đồng Alawite, và trả 1.812 qirsh để đáp ứng các takalif, một loại thuế có nghĩa là để trang trải các chi phí hàng năm Hajj ("Hành hương") đến Mecca. Đây là mức giảm từ năm 1818 khi làng trả 2.312 qirsh. Nó được phân loại là một ngôi làng Alawite vào năm 1838 bởi học giả người Anh Eli Smith. Năm 1929, Akakir là một trong năm ngôi làng (ba ngôi làng còn lại là al-Bayyadiyah, al-Rusafa, Abu Qubays và Baarin) được nhượng lại cho Nhà nước Alawite từ qadaa ("thuộc địa") của Masyaf của Sanjak của Hama.